# Harabali járás

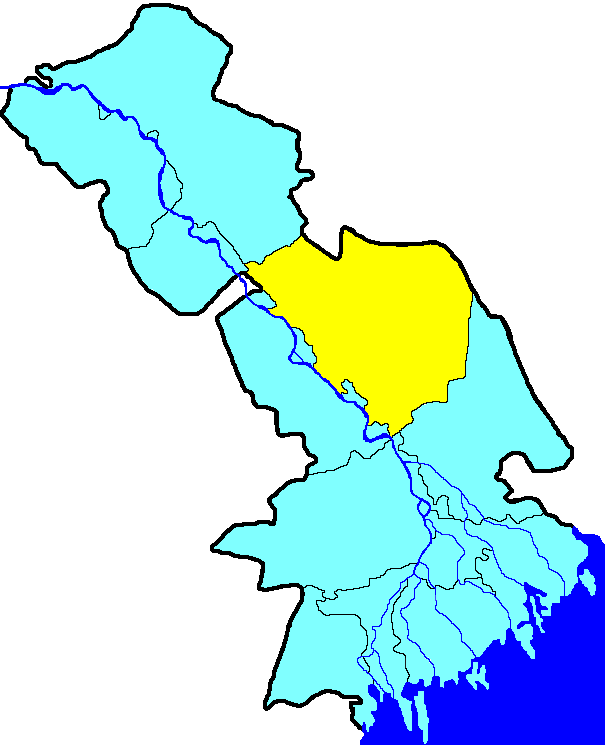
A Harabali járás az Asztraháni területen

A Harabali járás (oroszul Харабалинский район) Oroszország egyik járása az Asztraháni területen. Székhelye Harabali.

## Népesség
- 1989-ben 42 273 lakosa volt.
- 2002-ben 40 955 lakosa volt.
- 2010-ben 41 176 lakosa volt, melyből 20 820 orosz, 17 227 kazah, 343 nogaj, 298 tatár, 270 örmény, 244 kalmük, 222 koreai, 211 ukrán, 193 azeri, 181 német, 162 csecsen, 93 kumik, 89 üzbég, 73 ezid, 73 moldáv, 65 mordvin, 54 dargin, 45 fehérorosz, 43 avar, 28 tabaszaran, 26 tadzsik, 24 mari, 22 baskír, 19 lezg, 18 kabard, 16 csuvas, 16 grúz, 14 kirgiz, 12 török stb.